# 伊勢市立小俣小学校
伊勢市立小俣小学校（いせしりつ おばたしょうがっこう）は、三重県伊勢市小俣町元町にある公立小学校。

## 概要
施設は鉄筋コンクリート3階建ての校舎、講堂（鉄筋コンクリート2階建て）、グラウンド、水泳プール（25m、15m）などである。校舎・講堂に関しては、付近にある陸上自衛隊明野駐屯地（航空学校）から発進するヘリコプターの騒音を考慮して、法に基づき防音構造となっている。
1963年（昭和38年）からベルマーク運動に参加しており、小俣小学校の伝統となっている。2015年（平成27年）6月に日本全国で11校目、小学校では9校目となる累計収集点数が1200万点を達成した。

## 沿革
- 1873年（明治6年）4月1日 - 小俣学校創設、寺院・民家を借りて教授。
- 1882年（明治15年）10月 - 初等科（3年）、中等科（3年）の課程を置く。
- 1883年（明治16年）8月 - 聿修小学校（いっしゅう - ）と改称。
- 1885年（明治18年）11月4日 - 校舎を現在地（字新町）に移転・新築。
- 1887年（明治20年）4月1日 - 聿修尋常小学校と改称。（4年制）
- 1888年（明治21年）4月1日 - 温習科付設（1892年（明治25年）3月まで）。
- 1897年（明治30年）4月 - 補習科付設（1902年（明治35年）3月まで）。
- 1902年（明治35年）4月1日 - 2年制（翌年から4年制）の高等科併設、聿修高等尋常小学校と改称。
- 1907年（明治40年）4月 - 尋常科を6年制、高等科を2年制とする。
- 1907年（明治40年）12月 - 農業補習学校設置。
- 1908年（明治41年）1月1日 - 小学校の制度確定に伴い、小俣高等尋常小学校と改称。
- 1910年（明治43年）7月12日 - 校舎の大改築が完成、創立記念日とする。
- 1911年（明治44年）3月 - 裁縫補習学校設置。
- 1934年（昭和9年）2月 - 小俣町役場の出火のため、校舎一棟類焼。
- 1935年（昭和10年）2月4日 - 北校舎（2階建）復旧工事完成。
- 1941年（昭和16年）4月1日 - 国民学校令の施行に伴い、小俣町国民学校と改称。
- 1947年（昭和22年）4月1日 - 学校教育法の施行に伴い、小俣町立小俣小学校と改称。
- 1948年（昭和23年）6月1日 - 小俣中学校の城田小学校への移転に伴い、城田小学校3年生以上の児童を翌年3月まで委託収容。
- 1950年（昭和25年）4月1日 - 明野分校を開設、明野開拓団及び引揚寮の子女3年生以下の児童を収容。
- 1952年（昭和27年）8月30日 - 校舎本館（2階建て）完成。翌年8月31日、南校舎（2階建て）完成。翌々年6月30日、講堂完成。
- 1955年（昭和30年）4月1日 - 町村合併（有田村の一部を編入）により、旧有田村大字湯田および新村地区の児童を編入。
- 1961年（昭和36年）3月31日 - 明野分校廃止、本校に統合。
- 1973年（昭和48年）6月30日 - 防音校舎改築工事完了（鉄筋コンクリート3階建て、普通教室30、特別教室8）。同年11月3日、 防音改築校舎竣工式挙行。
- 1973年（昭和48年）11月15日 - 校歌制定発表会実施。
- 1978年（昭和53年）3月10日 - 講堂防音改築完了（鉄筋コンクリート、一部2階建て）。
- 1980年（昭和55年）4月1日 - 本校より小俣町立明野小学校が分離創設、当該校区の児童が移籍。
- 1988年（昭和63年）8月31日 - 校舎大規模改造工事完了。
- 1996年（平成8年）8月31日 - 校舎耐震補強工事完了。
- 2005年（平成17年）11月1日 - 小俣町が御薗村・二見町・伊勢市と合併したのに伴い、伊勢市立小俣小学校と改称。
- 2020年（令和2年）3月6日 - 卒業アルバム、教材費用の積立金約40万円を紛失したことが発覚[3]。

## 通学区
- 小俣町本町
- 小俣町元町
- 小俣町相合の一部
- 小俣町宮前（城田小学校との選択）

※伊勢市立の小学校及び中学校の就学すべき学校の指定に関する規則による。

## 周辺
- 伊勢市役所小俣総合支所
- 伊勢市立小俣幼稚園
- 伊勢市立小俣図書館
- 伊勢市立小俣中学校

## 交通アクセス
- 東海旅客鉄道（JR東海）参宮線 宮川駅から徒歩10分。
- 近鉄山田線小俣駅から徒歩20分。
- 伊勢市コミュニティバス 「小俣総合支所前」下車。